# 구림중학교 (전남)
구림중학교(鳩林中學校)는 대한민국 전라남도 영암군 군서면 동구림리에 있는 공립 중학교이다.

## 학교 연혁
- 1964년 3월 6일 : 개교, 초대 김학인 교장 부임
- 1996년 2월 23일 : 신축 교사 이전
- 2021년 3월 1일 : 제21대 정석철 교장 부임
- 2022년 2월 11일 : 제56회 졸업(11명) (총 6,220명 졸업)

## 참고 자료
- 구림중학교 - 한국교육학술정보원 학교알리미